# Paramacrobiotus corgatensis
Espèce
Synonymes
- Macrobiotus corgatensis Pilato, Binda & Lisi, 2002

Paramacrobiotus corgatensis est une espèce de tardigrades de la famille des Macrobiotidae.

## Distribution
Cette espèce est endémique des Seychelles.

## Étymologie
Son nom d'espèce, composé de corgat et du suffixe latin -ensis, « qui vit dans, qui habite », lui a été donné en référence au lieu de sa découverte, le mont Corgat.

## Publication originale
- Pilato, Binda & Lisi, 2002 : Notes on tardigrades of the Seychelles with the description of two new species. Bollettino dell'Accademia Gioenia di Scienze Naturali, vol. 35, no 1, p. 503–517.